# Stazione di Donnaz
La stazione di Donnaz (in francese gare de Donnaz) è una stazione ferroviaria nel comune di Donnas, in Valle d'Aosta.

## Storia
La stazione fu aperta il 19 settembre 1885, e fu capolinea fino a luglio 1866, anno del prolungamento fino ad Aosta.
Fino al 1940 era denominata "Donnaz"; in tale anno, nell'ambito dell'italianizzazione dei toponimi valdostani, assunse la nuova denominazione di "Donas". Successivamente prese la denominazione attuale.

Ha mantenuto l'antica grafia con la 'z' finale, malgrado il fatto che il Comune abbia adottato la grafia con la 's'. La pronuncia resta in entrambi i casi "Donàss". Il sito web di Trenitalia la indica come "Donnas".
L'11 novembre 2002 venne declassata a fermata.

## Strutture e impianti
La gestione degli impianti è affidata a Rete Ferroviaria Italiana.

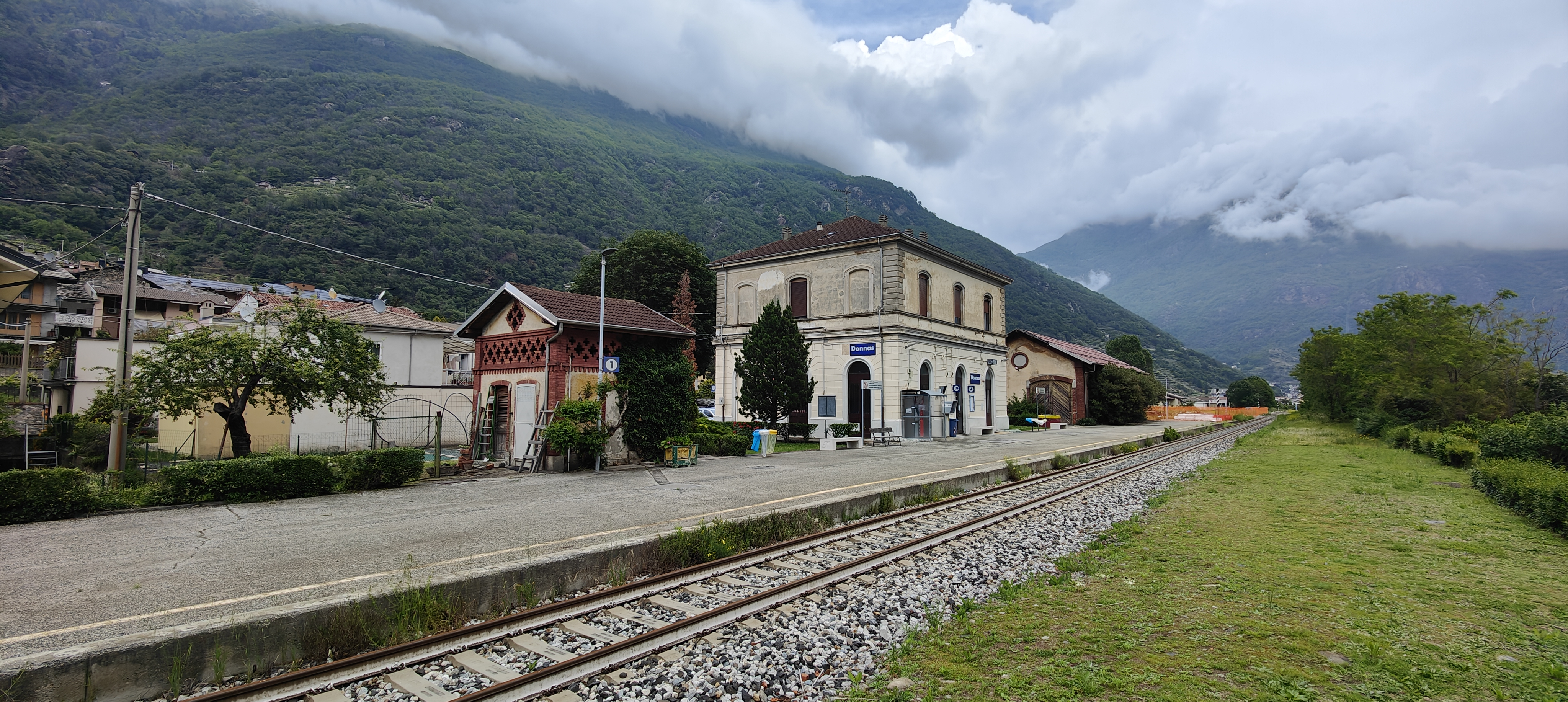
Piano del ferro a maggio 2024

La stazione dispone del solo binario di corsa della linea. Prima della sua declassazione a fermata era presente anche un secondo binario per gli incroci e un ulteriore tronchino a servizio dello scalo merci.
Era presente uno scalo merci.
L'ex fabbricato viaggiatori risulta chiuso.

## Movimento
La stazione è servita da treni regionali svolti da Trenitalia nell'ambito del contratto di servizio stipulato con la Regione Valle d'Aosta.